# The Fountain of Salmacis
The Fountain of Salmacis – utwór muzyczny brytyjskiej grupy rockowej Genesis zamieszczony na albumie Nursery Cryme wydanym w 1971.

## Kompozycja
Utwór jest typowym przedstawicielem rocka progresywnego. Charakterystyczne jest rozpoczynające go płynne solo gitarowe przechodzące w symfonicznie brzmiący melotron, który wraz z pulsującą gitarą basową stanowią podkład całego utworu. Mocno zaakcentowane są wstawki perkusyjne i sola gitarowe. Zakończenie jest typowe dla muzyki progresywnej - potężne współbrzmienie wszystkich instrumentów. Na uwagę zasługuje śpiew Petera Gabriela i Phila Collinsa, którzy w refrenach wykonują jednocześnie różne partie wokalne.

## Fabuła
Tekst powstał na bazie mitologii i opowiada o Hermafrodycie, który był owocem sekretnego związku Hermesa i Afrodyty. Z tego powodu został on powierzony nimfom z odizolowanej Góry Ida, które pozwoliły mu dorastać jako dzikiemu stworzeniu lasu. Po jego spotkaniu z nimfą wodną Salmakis, nałożył przekleństwo na wodę. Według legendy, każdy, kto wykąpie się w wodzie, stanie się hermafrodytą.

## Wykonawcy
- Tony Banks – instrumenty klawiszowe: organy, fortepian, melotron
- Phil Collins – perkusja, śpiew
- Peter Gabriel – śpiew, flet, instrumenty perkusyjne
- Steve Hackett – gitara elektryczna
- Mike Rutherford – gitara basowa